# Diazomethaan
Diazomethaan is de organische verbinding met als brutoformule CH2N2. In zuivere vorm is diazomethaan een geel giftig gas, maar de verbinding wordt vrijwel uitsluitend als oplossing in di-ethylether gebruikt. Diazomethaan is de eenvoudigste en een van de meest gebruikte diazoverbindingen. Het wordt voornamelijk gebruikt in de organische synthese.

## Synthese
Diazomethaan wordt gewoonlijk bereid door de basische hydrolyse van een N-methylnitrosamide in di-ethylether bij 0 °C. De meest voorkomende precursor was vroeger N-nitroso-N-methylureum, maar aangezien deze verbinding vrij onstabiel is, wordt tegenwoordig vooral beroep gedaan op N-methyl-N'-nitro-N-nitrosoguanidine en N-methyl-N-nitroso-p-tolueensulfonamide:
De concentratie van het gevormde diazomethaan kan worden bepaald via twee methoden. Bij de eerste methode wordt diazomethaan in reactie gebracht met een gekende hoeveelheid benzoëzuur, waarna het ongereageerde benzoëzuur getitreerd wordt met een gestandaardiseerde oplossing van natriumhydroxide. De tweede methode is gestoeld op de spectrofotometrische concentratiebepaling van diazomethaan bij een golflengte van 410 nm. Bij die golflengte bedraagt de extinctiecoëfficiënt ε 7,2.

## Structuur en eigenschappen
Door de aanwezigheid van formele ladingen in de molecule zijn drie resonantiestructuren mogelijk:
Het koolstofatoom in diazomethaan heeft een nucleofiel karakter en treedt ook op als base: dit vormt de basis voor de omzetting van carbonzuren naar methylesters.
In zuivere toestand heeft het gas een karakteristieke geur van natte bladeren. In opgeloste toestand is diazomethaan slechts een beperkte tijd houdbaar: het ontleedt langzaam door stikstofgas af te splitsen.

## Toepassingen
Diazomethaan is, ondanks de giftigheid en onstabiele structuur, een veelgebruikt en nuttig reagens in de organische synthese. De drijvende kracht voor de reacties is de irreversibele vorming van stikstofgas. Diazomethaan wordt gebruikt om carbonzuren om te zetten tot hun corresponderende methylester:
{\displaystyle \mathrm {R{-}COOH\ +\ CH_{2}N_{2}\ \longrightarrow \ R{-}COOCH_{3}\ +\ N_{2}} }
In de Arndt-Eistert-reactie wordt een carbonzuur via zijn acylchloride omgezet in een homoloog carbonzuur met een koolstofatoom meer:
Bij de Buchner-Curtius-Schlotterbeck-reactie reageert diazomethaan met een aldehyde tot een keton. Diazomethaan wordt ook regelmatig gebruikt als bron voor carbeen (nuttig bij de synthese van cyclopropaanderivaten) en in 1,3-dipolaire cycloaddities.
Alcoholen en fenolen kunnen met diazomethaan, in aanwezigheid van boortrifluoride, omgezet worden tot de corresponderen methylethers.

## Verwante verbindingen
Van diazomethaan is een groot aantal derivaten bekend, waaronder:
- Het zeer stabiele 2-diazo-1,1,1,3,3,3-hexafluorpropaan[5]
- Diazodifenylmethaan[6]
- Diazofenylmethaan, een rode vloeistof[7]

Veruit het belangrijkste derivaat is diazo(trimethylsilyl)methaan, een commercieel in oplossing beschikbare stof die fungeert als bron voor diazomethaan in diverse methyleringen. Deze stof reageert veel langzamer dan diazomethaan met carbonzuren, maar is veel stabieler en beter hanteerbaar.

## Toxicologie en veiligheid
Diazomethaan is een zeer giftige verbinding en kan opgenomen worden via de huid en de luchtwegen. Bij contact met de ogen treden irritatie en overmatige traanproductie op. Bij inhalatie van het gas kunnen symptomen als pijn op de borst, hoofdpijn, lusteloosheid en in ernstige gevallen bewusteloosheid optreden. Daarnaast wordt diazomethaan, door zijn methylerend karakter, ook beschouwd als een carcinogene stof.
Aan diazomethaan zijn ook enkele praktische gevaren verbonden: de onstabiele structuur en gemakkelijke ontleding tot stikstofgas zorgen ervoor dat de verbinding schokgevoelig is. Bij contact met glazen slijpstukken of bij verwarming tot 100 °C kan explosie optreden. Als gevolg van deze risico's moet gebruikgemaakt worden van speciaal, krasvrij laboratoriumglaswerk en een veiligheidsscherm.